# Mistrzostwo Polski 1946
L'edizione 1946 del Campionato polacco di calcio è stata una versione non ufficiale del torneo.
Il campionato fu vinto dal Polonia Varsavia.